# São Raimundo Esporte Clube (Roraima)
O São Raimundo Esporte Clube, conhecido popularmente como São Raimundo e nos meios esportivos como São Raimundo-RR, é um clube de futebol brasileiro da cidade de Boa Vista, capital do estado de Roraima. Foi fundado em 2 de janeiro de 1963. É atualmente o maior campeão estadual na era profissional. Popularmente apelidado de Mundão, disputa os seus jogos no Estádio Canarinho, com capacidade para 4.556 espectadores, Suas cores são o azul-marinho e branco.

## História
O São Raimundo foi fundado em 2 de janeiro de 1963, no Teatro São Vicente, após uma reunião entre os fundadores do clube. O nome do clube foi escolhido em homenagem ao São Raimundo do Amazonas, pois seus fundadores moravam no bairro de São Raimundo, em Manaus, antes de chegarem em Boa Vista. Em alusão a suas cores, o Pássaro Azul foi adotado como o mascote da equipe.

## Patrimônio
O São Raimundo é o único clube que possui um Centro de Treinamento próprio no estado de Roraima. Em 2007, o clube vendeu sua antiga sede no bairro São Vicente e no ano seguinte adquiriu um terreno no bairro Operário, onde hoje funciona a Sede Campestre, que conta com CT, dois campos de futebol, alojamento, refeitório, campo de areia, academia de musculação, duas piscinas, sala de fisioterapia e sala memorial de troféus.
No ano de 2022, o clube também adquiriu um ônibus próprio, sendo também o primeiro clube no estado a ter veículo próprio para transporte de seus atletas.
Apesar de todas as dificuldades do futebol roraimense, o clube consegue se sobressair no cenário local em razão de sua boa organização administrativa.

## Títulos
| ESTADUAIS | ESTADUAIS             | ESTADUAIS | ESTADUAIS                                                                           |
|           | Competição            | Títulos   | Temporadas                                                                          |
| --------- | --------------------- | --------- | ----------------------------------------------------------------------------------- |
|           | Campeonato Roraimense | 14        | 1977, 1992, 2004, 2005, 2012, 2014, 2016, 2017, 2018, 2019, 2020, 2021, 2022 e 2023 |

Notas
 Campeão invicto

### Outras conquistas
- Taça Boa Vista: 1997, 1998, 2005, 2012, 2014, 2018, 2019, 2020, 2022, 2023
- Torneio de Macajaí: 2008

### Campanhas de destaque:
- Em 2019 foi primeiro clube roraimense a ir à 2ª fase da Série D como líder de grupo.[7]
- Em 2023, ao vencer o Cuiabá, clube da Série A do Campeonato Brasileiro, pelo placar de 4x3[8], o clube se tornou o segundo time de Roraima a avançar para a segunda fase da Copa do Brasil.[9]
- Em 2025 fez história na Copa Verde ao ser o primeiro time de Roraima ao chegar na semi-final da Copa Verde, eliminando pelo caminho, times como Remo e Amazonas, mas na semi-finais, foi eliminado pelo Paysandu

### Categorias de base
| ESTADUAIS | ESTADUAIS                    | ESTADUAIS | ESTADUAIS                                                         |
|           | Competição                   | Títulos   | Temporadas                                                        |
| --------- | ---------------------------- | --------- | ----------------------------------------------------------------- |
|           | Campeonato Roraimense Sub-20 | 11        | 2005, 2013, 2014, 2015, 2016, 2017, 2018, 2019, 2020, 2021 e 2022 |

## Estatísticas

### Participações
|  | Participações em 2025 |

| Competição | Competição            | Temporadas | Melhor campanha     | Estreia | Última | P | R |
| Roraima    | Campeonato Roraimense | 57         | Campeão (14 vezes)  | 1967    | 2025   |   |   |
|            | Copa Verde            | 10         | Semifinal (2025)    | 2015    | 2025   |   |   |
| Brasil     | Série C               | 3          | 51º colocado (2006) | 2005    | 2007   | – | – |
| Brasil     | Série D               | 8          | 18º colocado (2021) | 2014    | 2024   | – |   |
| Brasil     | Copa do Brasil        | 13         | 2ª fase (2023)      | 2005    | 2025   |   |   |

### Campeonato Roraimense - 1ª Divisão
| Ano  | 1960 | 1961 | 1962 | 1963 | 1964 | 1965 | 1966 | 1967 | 1968 | 1969 |
| ---- | ---- | ---- | ---- | ---- | ---- | ---- | ---- | ---- | ---- | ---- |
| Pos. | —    | —    | —    | —    | —    | —    | —    | ?º   | —    | —    |
| Ano  | 1970 | 1971 | 1972 | 1973 | 1974 | 1975 | 1976 | 1977 | 1978 | 1979 |
| Pos. | —    | ?º   | —    | —    | ?º   | 2º   | —    | 1º   | ?º   | ?º   |
| Ano  | 1980 | 1981 | 1982 | 1983 | 1984 | 1985 | 1986 | 1987 | 1988 | 1989 |
| Pos. | —    | 2º   | —    | —    | —    | —    | —    | —    | 2º   | —    |
| Ano  | 1990 | 1991 | 1992 | 1993 | 1994 | 1995 | 1996 | 1997 | 1998 | 1999 |
| Pos. | —    | 2º   | 1º   | —    | —    | —    | —    | 2º   | 3º   | —    |
| Ano  | 2000 | 2001 | 2002 | 2003 | 2004 | 2005 | 2006 | 2007 | 2008 | 2009 |
| Pos. | 4º   | 7º   | 4º   | 3º   | 1º   | 1º   | 2º   | 3º   | 5º   | 2º   |
| Ano  | 2010 | 2011 | 2012 | 2013 | 2014 | 2015 | 2016 | 2017 | 2018 | 2019 |
| Pos. | 3º   | 2º   | 1º   | 2º   | 1º   | 2º   | 1º   | 1º   | 1º   | 1º   |
| Ano  | 2020 | 2021 | 2022 | 2023 | 2024 | 2025 |      |      |      |      |
| Pos. | 1º   | 1º   | 1º   | 1º   | 2º   | 4º   |      |      |      |      |

### Campeonato Brasileiro - Série C
| Ano  | 2005 | 2006 | 2007 |
| ---- | ---- | ---- | ---- |
| Pos. | 59º  | 51º  | 56º  |

### Campeonato Brasileiro - Série D
| Ano  | 2014 | 2017 | 2018 | 2019 | 2020 | 2021 | 2022 | 2023 | 2024 |
| ---- | ---- | ---- | ---- | ---- | ---- | ---- | ---- | ---- | ---- |
| Pos. | 32º  | 57º  | 38º  | 22º  | 34º  | 18º  | 23º  | 41º  | 43º  |

### Copa do Brasil
| Ano  | 2005 | 2006 | 2013 | 2015 | 2017 | 2018 | 2019 | 2020 | 2021 | 2022 |
| ---- | ---- | ---- | ---- | ---- | ---- | ---- | ---- | ---- | ---- | ---- |
| Pos. | 57º  | 61º  | 73º  | 69º  | 52º  | 73º  | 61º  | 53º  | 53º  | 87º  |
| Ano  | 2023 | 2024 | 2025 |      |      |      |      |      |      |      |
| Pos. | 42º  | 64º  | 55º  |      |      |      |      |      |      |      |

### Copa Verde
| Ano  | 2015 | 2017 | 2018 | 2019 | 2020 | 2021 | 2022 | 2023 | 2024 |  |
| ---- | ---- | ---- | ---- | ---- | ---- | ---- | ---- | ---- | ---- |  |
| Pos. | 16º  | 12º  | 14º  | 23º  | 17º  | 15º  | 11º  | 6º   | 17º  |  |

### Copa Norte
| Ano  | 1998 |
| ---- | ---- |
| Pos. | 8º   |

### Torneio da Integração da Amazônia
| Ano  | 1978 | 1982 | 1989 |
| ---- | ---- | ---- | ---- |
| Pos. | 6º   | ?º   | ?º   |